# Élection présidentielle slovaque de 2009
L’élection présidentielle slovaque de 2009 (en slovaque : Voľba prezidenta Slovenskej republiky v roku 2009) se tient les samedis 21 mars et 4 avril 2009, afin d'élire le président de la République slovaque pour un mandat de cinq ans.
Trois ans après la formation d'un gouvernement de coalition entre la gauche et l'extrême droite, le candidat soutenu par le principal parti au pouvoir et président sortant Ivan Gašparovič arrive en tête du premier tour. Suivi de près par la candidate du centre droit libéral et pro-européen Iveta Radičová, il échoue à l'emporter et doit attendre le second tour pour être réélu avec une avance de dix points sur son adversaire.

## Contexte
Lors de l'élection présidentielle d'avril 2004, l'ancien président du Conseil national Ivan Gašparovič est élu président de la République au second tour face à son ancien mentor et ex-président du gouvernement national-populiste Vladimír Mečiar, après avoir éliminé de justesse au premier tour le ministre des Affaires étrangères et favori des sondages, Eduard Kukan.
À peine deux semaines plus tard, le 1er mai, la Slovaquie adhère officiellement à l'Union européenne (UE). Environ un an plus tard, le 11 mai 2005, le Conseil national ratifie le traité établissant une Constitution pour l'Europe par 116 voix contre 27, seul le Mouvement chrétien-démocrate (KDH) — partenaire de la coalition au pouvoir — s'y opposant. Le pays rejoint le Mécanisme de taux de change européen (MCE II), premier pas vers l'intégration à la zone euro, en octobre suivant.
La majorité parlementaire éclate le 6 février 2006, après que le KDH s'en est retiré pour protester contre la décision du gouvernement de ne pas ratifier le traité sur l'objection de conscience signé avec le Vatican. Lors des élections législatives anticipées du 17 juin 2006, le parti SMER – social-démocratie (SMER-SD) de Robert Fico, auteur d'une campagne virulente contre les réformes libérales de Mikuláš Dzurinda, vire en tête avec 29 % des vois et 50 députés sur 150, devant l'Union démocrate et chrétienne slovaque (SDKÚ) de Dzurinda, tandis que le Parti national slovaque (SNS), formation d'extrême droite au discours anti-minorités, arrive troisième avec près de 12 % des suffrages.
Fico forme deux semaines plus tard un gouvernement de coalition « rouge-brun » associant SMER-SD, le SNS et le Parti populaire – Mouvement pour une Slovaquie démocratique (ĽS-HZDS) de Vladimír Mečiar, qui suscite des critiques et des inquiétudes au niveau européen. Le nouvel exécutif commence par supprimer le ticket modérateur lors des visites médicales et annonce son intention de verser des aides pour faire face à la hausse des prix du carburant et aux achats de Noël,. L'accession au pouvoir des nationalistes entraîne la multiplication d'incidents entre extrême droite et Magyars de Slovaquie, générant une augmentation de la tension intérieure et diplomatique avec les autorités hongroises. Contrairement à ses promesses initiales, la coalition renonce cependant à modifier la fiscalité du pays, perçue comme un élément-clé pour attirer des investissements étrangers.

## Mode de scrutin
Le président de la République (Prezident Slovenskej republiky) est le chef de l'État de la Slovaquie. Il est élu pour un mandat de cinq ans.
L'élection se tient au suffrage universel direct et au scrutin uninominal majoritaire à deux tours. Le candidat qui remporte la majorité absolue des suffrages exprimés au premier tour est proclamé élu. Si aucun candidat n'atteint ce résultat, les deux candidats ayant remporté le plus de voix sont qualifiés pour le second tour, qui se tient deux semaines plus tard. Le candidat qui remporte le plus de voix est proclamé élu.

## Campagne
La campagne est notamment marquée par la place de la minorité hongroise. Le président Gašparovič reproche ainsi aux Magyars de « ne pas parler correctement le slovaque, voire pas du tout », une déclaration s'inscrivant dans un climat d'hostilité envers les Hongrois slovaques de la part du gouvernement. À l'inverse, la candidate de l'opposition de centre droit Iveta Radičová fait des relations avec Budapest et des rapports intérieurs une de ses priorités.

## Résultats
| Candidat                 | Candidat                 | Parti                    | Premier tour | Premier tour | Second tour | Second tour |
| Candidat                 | Candidat                 | Parti                    | Voix         | %            | Voix        | %           |
| ------------------------ | ------------------------ | ------------------------ | ------------ | ------------ | ----------- | ----------- |
|                          | Ivan Gašparovič          | HZD                      | 876 061      | 46,70        | 1 234 787   | 55,53       |
|                          | Iveta Radičová           | SDKÚ-DS                  | 713 735      | 38,05        | 988 808     | 44,47       |
|                          | František Mikloško (sk)  | KDS                      | 101 573      | 5,41         |             |             |
|                          | Zuzana Martináková (sk)  | SF                       | 96 035       | 5,12         |             |             |
|                          | Milan Melník (sk)        | ĽS-HZDS                  | 45 985       | 2,45         |             |             |
|                          | Dagmara Bollová (sk)     | Indépendante             | 21 378       | 1,13         |             |             |
|                          | Milan Sidor (sk)         | KSS                      | 20 862       | 1,11         |             |             |
|                          |                          |                          |              |              |             |             |
| Votes valides            | Votes valides            | Votes valides            | 1 875 629    | 99,06        | 2 223 595   | 98,56       |
| Votes blancs et nuls     | Votes blancs et nuls     | Votes blancs et nuls     | 17 810       | 0,94         | 18 567      | 1,44        |
| Total                    | Total                    | Total                    | 1 893 439    | 100          | 2 242 162   | 100         |
| Abstention               | Abstention               | Abstention               | 2 445 892    | 56,37        | 2 097 095   | 48,33       |
| Inscrits / participation | Inscrits / participation | Inscrits / participation | 4 339 331    | 43,63        | 4 339 257   | 51,67       |

Représentation des résultats du second tour :
| Ivan Gašparovič (55,53 %) |  |  | Iveta Radičová (44,47 %) |
| ▲                         |  |  |                          |
| Majorité absolue          |  |  |                          |

## Analyse
Soutenu par le président du gouvernement Robert Fico, le président de la République Ivan Gašparovič arrive en tête du premier tour mais échoue à l'emporter, en raison d'une faible participation. Il est suivi de près par l'opposante Iveta Radičová, qui réalise un score nettement supérieur à ce que les sondages annonçaient. Gašparovič est finalement réélu au second tour, deux semaines plus tard, avec une avance de dix points,.